# Congothrissa
Congothrissa is een monotypisch geslacht van straalvinnige vissen uit de familie van de haringen (Clupeidae).

## Soort
- Congothrissa gossei Poll, 1964